# Pallini da caccia

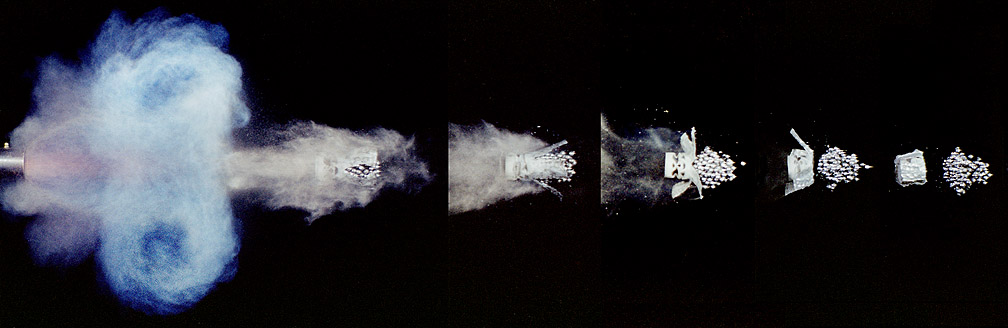
Serie di fotogrammi con esposizione di un milionesimo di secondo che mostra lo sparo di una munizione a pallini e la separazione del sabot.

I pallini da caccia (in inglese birdshots, colpi per uccelli) sono un tipo di munizione per fucili a canna liscia, che comprende varie dimensioni e quindi anche i cosiddetti pallettoni (cartucce a). 

## Caratteristiche
Nelle cartucce a munizione cosiddetta “spezzata”, sono tipicamente presenti dei pallini di piombo, che vengono classificati in base al diametro del singolo pallino, con dei numeri dal 14 per il diametro più piccolo (1,1 mm), allo 0 per il diametro più grande (3,9 mm).
I pallettoni rappresentano la misura successiva o maggiore dei pallini, identificabili in questo caso con un numero seguito da una barra (/) e dallo "0". Viene usata anche la notazione "00","000" e seguenti, oltre che le espressioni doppio zero, triplo zero e seguenti.
Di seguito si riportano le misure ed il peso dei tipici pallini e pallettoni da caccia in piombo:
| PALLINI |        |        |
| N°      | Ø (mm) | grammi |
| 14      | 1.1    | 0.011  |
| 13      | 1.3    | 0.017  |
| 12      | 1.5    | 0.02   |
| 11      | 1.7    | 0.029  |
| 10      | 1.9    | 0.042  |
| 9½      | 2.0    | 0.046  |
| 9       | 2.1    | 0.054  |
| 8       | 2.3    | 0.071  |
| 7½      | 2.4    | 0.078  |
| 7       | 2.5    | 0.091  |
| 6       | 2.7    | 0.116  |
| 5       | 2.9    | 0.144  |
| 4       | 3.1    | 0.174  |
| 3       | 3.3    | 0.2    |
| 2       | 3.5    | 0.25   |
| 1       | 3.7    | 0.298  |
| 0       | 3.9    | 0.35   |

| PALLETTONI |            |            |
| N°         | Ø (mm)     | grammi     |
| 11/0       | 8.6        | 3.716      |
| 10/0       | 8.1        | 2.992      |
| 9/0        | 7.4        | 2.34       |
| 8/0        | 6.9        | 1.837      |
| 7/0        | 6.2        | 1.393      |
| 6/0        | 5.6        | 1.026      |
| 5/0        | 5.0        | 0.73       |
| 4/0        | 4.5        | 0.553      |
| 3/0        | 4.3        | 0.467      |
| 2/0        | 4.1        | 0.404      |
| 1/0        | non esiste | non esiste |

## I materiali utilizzati e i problemi ambientali
Allo stato attuale, in Italia ma non solo, vi è la volontà, da parte dell'Istituto Superiore per la Protezione e la Ricerca Ambientale in base agli studi condotti dai suoi ricercatori in materia, di vietare il munizionamento contenente piombo, visti gli effetti sulla salute della fauna selvatica, in particolare problemi di saturnismo. Ma a tal proposito vi sono forti resistenze ad adottare un bando nei confronti del piombo da parte delle regioni italiane, che sono gli organi preposti a legiferare in materia: tra le motivazioni addotte, vi è quella secondo cui si tratterebbe di prematura decisione, a fronte di studi troppo prematuri. Per quanto riguarda, invece, l'assunzione di piombo da parte del corpo umano dovuta al consumo di selvaggina abbattuta con munizioni di piombo, prendendo come riferimento la carne del cinghiale, l'esposizione dovuta al consumo di 3 kg di carne è equivalente al consumo settimanale di acqua di rubinetto che rispetti i limiti sul piombo definiti dall'UE per l'acqua potabile.
Alcune regioni hanno poi ritenuto impossibile un'inversione di rotta istantanea, visto che si dovrebbe sviluppare un mercato di munizioni alternative (quali acciaio, rame e altri) e comunque ritengono giusto dare tempo ai cacciatori (e armaioli ovvero tutto il comparto industriale) di esaurire le scorte.
In relazione a ciò, l'industria di settore sta sperimentando nuovi materiali come rame e acciaio. A questo proposito, l'acciaio ha un peso specifico inferiore al piombo, e quindi, a parità di diametro (e quindi a parità di numero di pallini) il peso e la gittata saranno inferiori, dato che in un corpo leggero l'azione frenante dell'aria è maggiore; questo obbligherà a correggere il tiro.
L'acciaio è estremamente meno malleabile del piombo, quindi all'interno della canna il suo comportamento sarà molto diverso. Con fucili vecchi, soprattutto a strozzatore fisso, vi è il reale pericolo di danneggiare l'arma, al punto che la canna potrebbe spaccarsi e causare gravi ferite. Con fucili più recenti il problema non si pone, grazie a canne progettate per sparare anche l'acciaio. Non è detto che i fucili vecchi debbano essere disarmati; infatti, quelli dotati di strozzatore intercambiabile potrebbero essere usati con strozzatore adatto all'acciaio: in questo caso, la strozzatura dovrà essere inferiore per mantenere una rosata accettabile. Quest'ultimo dato, però, può essere accertato solo dall'armaiolo che, contattando il produttore, saprà dare le corrette indicazioni in base alle specifiche tecniche dell'arma in esame. L'uso di munizioni contenenti piombo è vietato nelle zone umide, secondo quanto previsto dai calendari venatori regionali.